# Pseudodiploexochus mascarenicus
Pseudodiploexochus mascarenicus är en kräftdjursart som beskrevs av Stefano Taiti och Franco Ferrara1983. Pseudodiploexochus mascarenicus ingår i släktet Pseudodiploexochus och familjen Armadillidae. Inga underarter finns listade i Catalogue of Life.